# Moravecia
Moravecia är ett släkte av svampar. Moravecia ingår i familjen Pyronemataceae, ordningen skålsvampar, klassen Pezizomycetes, divisionen sporsäcksvampar och riket svampar.